# Haanja
Haanja (võro nyelven: Haani, németül: Hahnhof) falu Észtország déli részén, Võru megyében. Haanja község közigazgatási központja. Lakossága 2011-ben 162 fő volt.

## Fekvése
Võrutól 16 km-re délre fekszik. A falu a Haanja-dombságon fekszik. Ott található a Suur Munamägi, amely 318 m-es tengerszint feletti magasságával Észtország legmagasabb pontja. Ettől északra 3 km-re található a 297,5 m-es Villamägi, amely Észtország második legmagasabb pontja. A falu körül terül el a 16 093 ha-os Haanja natúrpark.

## Története
A település első írásos említése 1561-ből származik. Az orosz források ekkor még Gani néven említették a települést. A faluban 1638-ban építették fel a Hahnhof kúriát, melyet észtül Hanikülának neveztek. Az uradalomnak köszönhetően a település helyi központtá vált. A 19. században pedig adminisztratív központ lett. Napjainkban vonzó turisztikai célpont. A faluban síközpont is működik.

## Népessége
A település népessége az utóbbi években az alábbi módon alakult:
| Lakosok száma | 162  | 131  | 127  | 161  |
|               | 2011 | 2019 | 2020 | 2021 |

## Látnivalók
Az erdővel borított Suur Munamägi dombon 1939-ben építették fel a 29,1 m magas kilátót, melyet 1969-ben átépítettek.
A Suur Munamägi lábánál található az észt függetlenségi háború 1919. március 20-án ott lezajlott egyik csatájának 1932-ben felállított, majd 1988-ban felújított emlékműve.
A falu közösségi háza 1937-ben eredetileg turistaháznak épült. Az épületen Konstantin Päts-emléktábla található.

## Fényképek

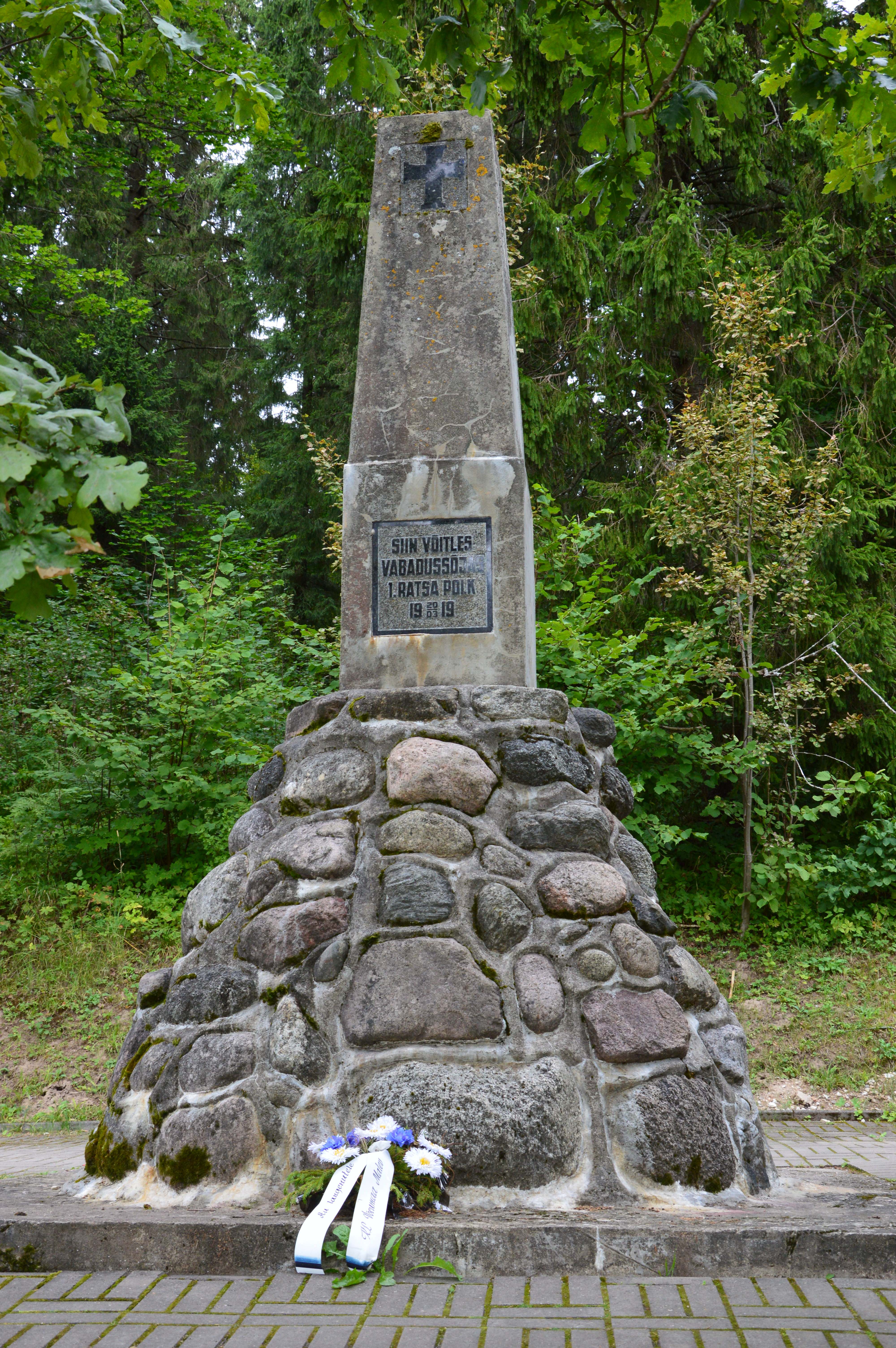
Az észt függetlenségi háború 1920. március 20-i csatájának emlékműve
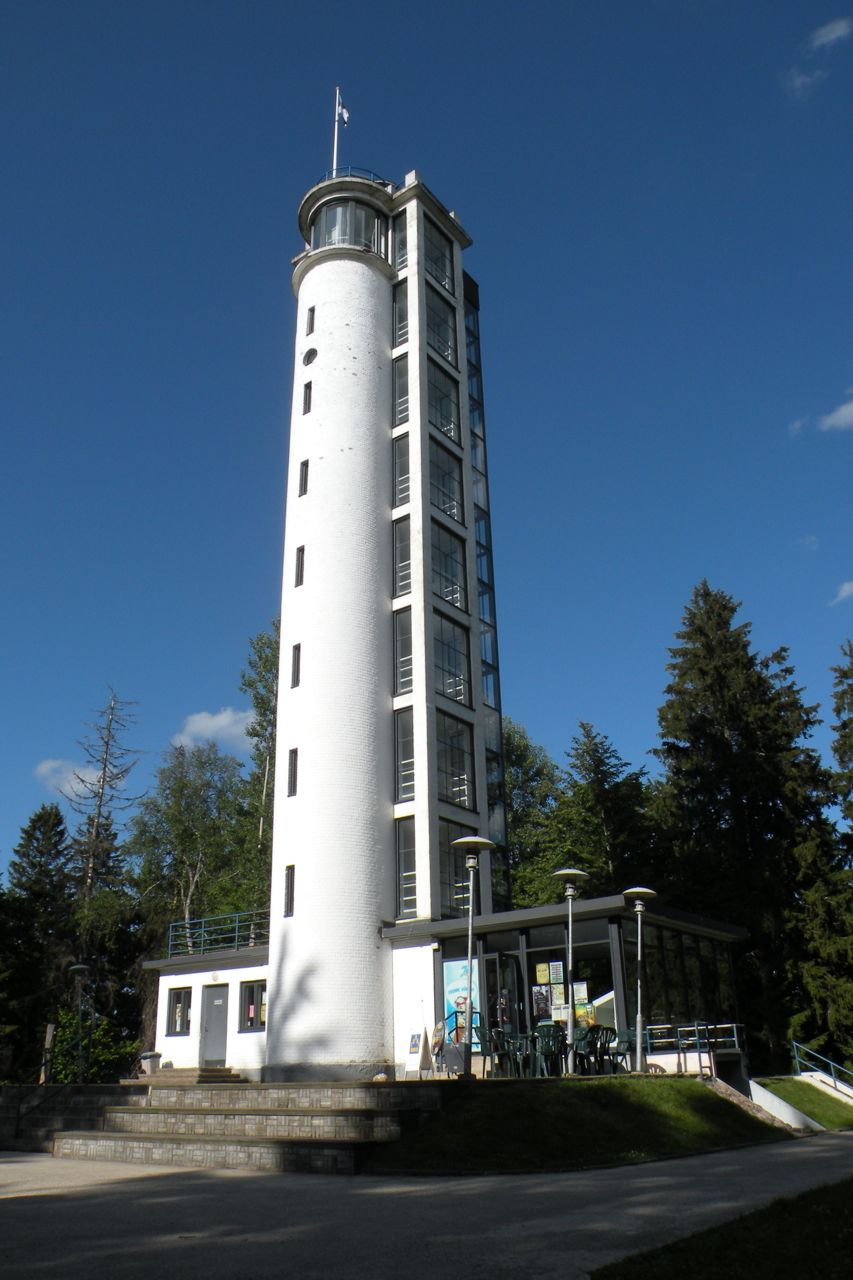
A Suur Munamägin lévő kilátótorony
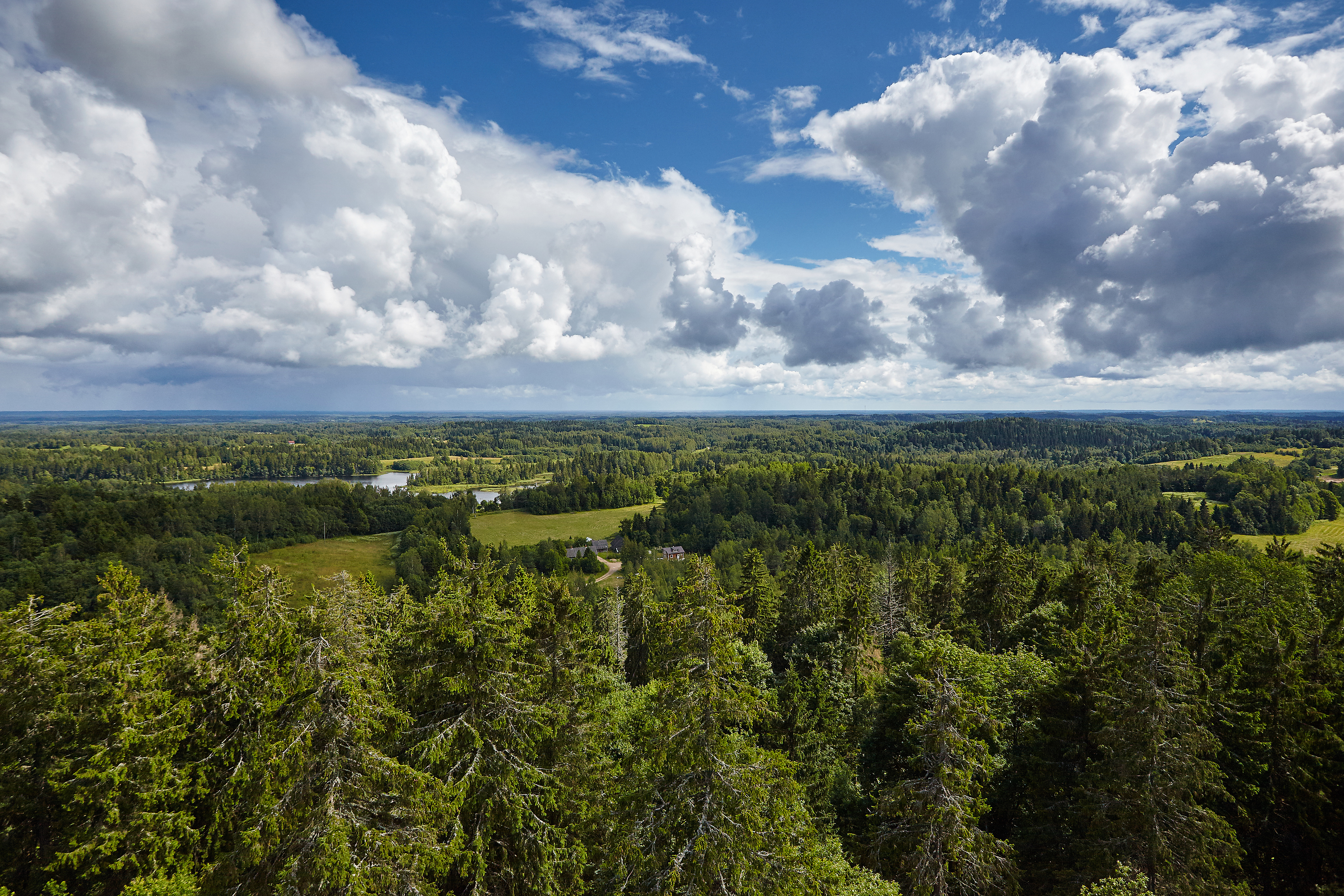
Kilátás a Suur Munamägről